# Cola reticulata
Cola reticulata é uma espécie de angiospérmica da família Sterculiaceae.
Pode ser encontrada nos seguintes países:  Costa do Marfim, Gana e Guiné.
Está ameaçada por perda de habitat.